# 佐坝乡
佐坝乡，是中华人民共和国安徽省安庆市宿松县下辖的一个乡镇级行政单位。

## 行政区划
佐坝乡下辖以下地区：
碧岭村、新建村、王岭村、龙门村、振昌村、得胜村、洪岭村、梅园村、环湖村、梁岭村、柳咀村、渔雁村、佐坝村和汪昌咀村。